# Stiška vas
Stiška vas je naselje v Občini Cerklje na Gorenjskem.